# نخستین دوره کتاب سال جمهوری اسلامی ایران
نخستین دوره کتاب سال جمهوری اسلامی ایران در بهمن ۱۳۶۲ هجری شمسی از سوی وزارت فرهنگ و ارشاد اسلامی جمهوری اسلامی ایران برگزار شد. در این دوره، آثار سه رشته اصلی علوم و معارف اسلامی، علوم و فنون و همین‌طور هنر و ادب کودکان و نوجوانان شرکت کردند که هر کدام در زیربخش‌های مختلفی دسته‌بندی شده‌اند. مجموع آثاری که در این دوره مورد داوری قرار گرفته است ۲۵۶۳ عنوان کتاب بوده است که از میان آنها ۸ اثر در رشته علوم و معارف اسلامی، ۱۰ اثر در رشته علوم و فنون و همین‌طور ۴ اثر در رشته هنر و ادب کودکان و نوجوانان به عنوان اثر برگزیده معرفی گردند. در این دوره، به صورت ویژه از جانب وزارت فرهنگ و ارشاد اسلامی و با همکاری با ستاد تبلیغات جنگ، علاوه بر آثار برگزیده، از ۴ اثر دیگر در رشته موضوعی جنگ ایران و عراق نیز به صورت ویژه تقدیر و قدردانی شد.

## جایزه کتاب سال جمهوری اسلامی ایران
جشنواره جایزه کتاب سال جمهوری اسلامی ایران، مهم‌ترین رویداد فرهنگی در حوزه فرهنگ مکتوب در دوره جمهوری اسلامی ایران است که نخستین دوره آن در سال ۱۳۶۲ هجری شمسی برگزار شده است. تا پیش از پیروزی انقلاب اسلامی در ایران، از سال ۱۳۳۴ هجری شمسی، جایزه‌ای تحت عنوان کتاب سال برگزار می‌شد. این جشنواره تا سال ۱۳۵۶ ادامه داشت اما در آن سال به جهت اتفاقات سیاسی در ایران، به تعویق افتاد و دیگر اجرا نشد. در اواخر سال ۱۳۶۱ موضوع گزینش بهترین کتاب‌های سال در وزارت فرهنگ و ارشاد اسلامی مطرح شد و در شهریور سال بعد آیین‌نامه اجرایی آن به تصویب وزیر فرهنگ و ارشاد اسلامی رسید. بر اساس این آیین‌نامه، بهترین کتاب‌های چاپ شد در موضوعات مختلف پس از بررسی استادان و صاحب‌نظران علمی و فرهنگی، انتخاب و طی مراسم به‌خصوصی در ایام مشهور به دهه فجر (۱۲ تا ۲۲ بهمن)، معرفی شوند. هر سال وزارت ارشاد از ناشران و مؤلفین تقاضا می‌کند تا نسخه‌ای از آثاری که نخستین بار در سال اخیر به چاپ رسانده‌اند را برای این جشنواره ارسال نمایند. مدیرعامل این جشنواره نیکنام حسینی‌پور، معاون فرهنگی آن سید سعید میرمحمدصادق و مدیر جشنواره، علی علی‌محمدی است. دبیری این جشنواره در طول ۳۶ دوره ابتدایی آن را آقایان علی اوجبی (سال‌های ۱۳۸۸، ۱۳۸۵–۱۳۸۴)، سید محمود یوسف‌ثانی (۱۳۷۸–۱۳۶۸)، محمدرضا سرشار (۱۳۸۹)، محمدعلی رمضانی فرانی (۱۳۸۷)، منوچهر اکبری (۱۳۸۶)، محمدعلی مهدوی راد (۱۴۰۱–۱۳۹۳)، نجفقلی حبیبی (۱۳۹۲) و مجید حمیدزاده (۱۳۹۱–۱۳۹۰) عهده‌دار بوده‌اند. هیئت داوران نیز از میان استادان دانشگاه و حوزه علمیه و همین‌طور متخصصان و صاحب‌نظران علمی و فرهنگی، از سوی دبیرخانه جشنواره انتخاب می‌شوند.
شیوه داوری این جشنواره، در سه مرحله تدوین شده است. در مرحله نخست، تمام آثار ارسالی به جشنواره، مورد ارزیابی اولیه توسط هیئت داوری گروه‌های مربوط قرار می‌گیرد و پس از آن، آثار با رای اکثریت به مرحله دوم مسابقه ارسال خواهند شد. در مرحله دوم، آثار توسط حداقل سه تن از داوران انتخابی از جانب هیئت داوری که در هر موضوع مشخص، معین می‌شوند بررسی می‌گردند و نتایج ارزیابی در کاربرگ‌های ویژه‌ای درج می‌گردد. کتاب‌هایی که موفق به کسب حداقل ۸۰ امتیاز از مجموع ۱۰۰ امتیاز مندرج در کاربرگ بشوند، به مرحله نهایی داوری راه می‌یابند. در مرحله نهایی، کاربرگ‌ها توسط هیئت داوران مورد بررسی قرار خواهند گرفت و در نهایت آثار برگزیده به هیئت علمی جشنواره معرفی می‌گردند. در نهایت آثاری که رای سه نفر از داوران یک اثر از میان آثار در بخش تألیف و تصحیح به شرط اتخاذ ۹۰ امتیاز یا بیشتر و در بخش ترجمه، ۹۵ امتیاز و بیشتر، به عنوان اثر برگزیده معرفی می‌شود. تا پیش از دوره چهاردهم این جشنواره، داوران از جانب هیئت علمی معرفی نمی‌شدند و پس از آن نیز در قالب کاربرگ‌ها نام برخی از داوران مشخص می‌شد. در این داوری سه نکته اساسی همواره مورد اهتمام قرار خواهد گرفت: ارتقاء بخشیدن به سطح علمی و فرهنگی کشور؛ سلیس بودن زبان اثر و رعایت قواعد دستورزبان فارسی و داشتن کیفیت مطلوب از نظر طبع و نکات فنی چاپ. در پایان جشنواره، برندگان جایزه کتاب سال، در طی مراسمی به میزبانی وزارت فرهنگ و ارشاد اسلامی، موفق به کسب لوح تقدیر از ریاست جمهوری و همین‌طور جوایزی عموماً سکه طلا بهار آزادی می‌شوند.
کتاب آینه دوران که در چهلمین سال پیروزی جمهوری اسلامی برای جمع‌آوری برندگان، داوران و شایستگان تقدیر این جشنواره تهیه و منتشر شده است. این اثر در بهمن ۱۳۹۷ توسط مؤسسه خانه کتاب تهیه شده است. از مؤلفین این اثر می‌توان به علی علی‌محمدی، سحر برین‌خو، فاطمه مقدس‌زاده، مسعود بهزادی‌راد، معصومه قزلباش، مهدی ملازاده، محمودجواد احمدی‌نیا، الهه رجبی‌فر، حمیده نوروزیان و لیلا اسدیان اشاره کرد.

## آثار برگزیده
راهنمای فهرست: (      ? = نامعین       ن/م = نداشتن مورد       و = وزیری       ر = رحلی       ق = رقعی       خ = خشتی)
| بخش                         | شاخه               | ر  | عنوان اثر                                   | نویسنده(ها)         | مترجم(ها)                 | مصحح(ها)       | ناشر  | ناشر                                      | سال نشر | مشخصات کتاب | مشخصات کتاب | مشخصات کتاب |
| بخش                         | شاخه               | ر  | عنوان اثر                                   | نویسنده(ها)         | مترجم(ها)                 | مصحح(ها)       | مکان  | انتشارات                                  | سال نشر | ج           | ص           | ط           |
| --------------------------- | ------------------ | -- | ------------------------------------------- | ------------------- | ------------------------- | -------------- | ----- | ----------------------------------------- | ------- | ----------- | ----------- | ----------- |
| علوم و معارف اسلامی         | علوم قرآنی         | ۱  | التحقیق فی کلمات القرآن الکریم              | سید حسن مصطفوی      | —                         | —              | تهران | بنگاه ترجمه و نشر کتاب                    | ۱۳۶۰ه‍.ش  | ۶           | ۲۲۴۰        | و           |
| علوم و معارف اسلامی         | علوم قرآنی         | ۲  | پژوهشی در تاریخ قرآن کریم                   | سید محمدباقر حجتی   | —                         | —              | تهران | دفتر نشر فرهنگ اسلامی                     | ۱۳۶۰ه‍.ش  | ۱           | ۶۲۸         | و           |
| علوم و معارف اسلامی         | علوم قرآنی         | ۳  | تفسیر جوامع الجامع                          | فضل بن حسن طبرسی    | —                         | ابوالقاسم گرجی | تهران | دانشگاه تهران                             | ۱۳۵۹ه‍.ش  | ۱           | ۵۲۶         | ر           |
| علوم و معارف اسلامی         | حدیث               | ۴  | مستدرک الاخبار الدخیلة                      | محمدتقی شوشتری      | —                         | —              | تهران | کتابخانه صدوق                             | ۱۳۵۸ه‍.ش  | ۲           | ۶۰۸         | ?           |
| علوم و معارف اسلامی         | حدیث               | ۵  | الحیاة                                      | محمدرضا حکیمی       | —                         | —              | تهران | دفتر نشر فرهنگ اسلامی                     | ?       | ?           | ?           | ?           |
| علوم و معارف اسلامی         | حدیث               | ۵  | الحیاة                                      | محمد حکیمی          | —                         | —              | تهران | دفتر نشر فرهنگ اسلامی                     | ?       | ?           | ?           | ?           |
| علوم و معارف اسلامی         | حدیث               | ۵  | الحیاة                                      | علی حکیمی           | —                         | —              | تهران | دفتر نشر فرهنگ اسلامی                     | ?       | ?           | ?           | ?           |
| علوم و معارف اسلامی         | حدیث               | ۶  | عوالی اللئالی العزیزیة فی الاحادیث الدینیة  | محمد بن علی احسائی  | —                         | مجتبی عراقی    | قم    | مطبعهٔ سیدالشهدا                           | ۱۴۰۳ه‍.ق  | ۲           | ?           | ?           |
| علوم و معارف اسلامی         | تاریخ و سیره       | ۷  | تاریخ پیامبر اسلام                          | محمدابراهیم آیتی    | —                         | —              | تهران | دانشگاه تهران                             | ۱۳۵۹ه‍.ش  | ۱           | ۸۳۱         | و           |
| علوم و معارف اسلامی         | فلسفه و حکمت       | ۸  | شرح منظومه                                  | مرتضی مطهری         | —                         | —              | تهران | حکمت                                      | ۱۳۶۰ه‍.ش  | ۲           | ۵۰۱         | و           |
| علوم و فنون                 | کشاورزی            | ۹  | رستنی‌های ایران، فلور گیاهان آوندی (جلد دوم) | محمدصادق مبین       | —                         | —              | تهران | دانشگاه تهران                             | ۱۳۵۸ه‍.ش  | ۱           | ۵۲۵         | ?           |
| علوم و فنون                 | پزشکی و بهداشت     | ۱۰ | فیزیولوژی پزشکی (جلد اول)                   | آرتور گایتون        | فرخ شادان                 | —              | تهران | شرکت سهامی چهر                            | ۱۳۶۰ه‍.ش  | ۱           | ۷۵۸         | ?           |
| علوم و فنون                 | پزشکی و بهداشت     | ۱۱ | سوختگی‌ها (جلد دوم)                          | امیرحسین کلانتری    | —                         | —              | ?     | ?                                         | ?       | ۱           | ۴۹۴         | ?           |
| علوم و فنون                 | فنی و مهندسی       | ۱۲ | مواد و فرایندهای تولید (جلد اول)            | ای. پال دگارمو      | علی حائریان               | —              | مشهد  | چاپ‌خانهٔ دانشگاه مشهد و انتشارات اترک مشهد | ۱۳۶۱ه‍.ش  | ۱           | ۳۲۰         | ?           |
| علوم و فنون                 | فنی و مهندسی       | ۱۳ | تحلیل سازه‌ها                                | ?                   | علی کاوه                  | علی کاوه       | تهران | مرکز نشر دانشگاهی                         | ۱۳۶۱ه‍.ش  | ۱           | ۶۰۰         | ?           |
| علوم و فنون                 | ریاضی و علوم دقیقه | ۱۴ | تئوری اعداد (جلد دوم)                       | غلامحسین مصاحب      | —                         | —              | تهران | سروش                                      | ?       | ۳           | ?           | ?           |
| علوم و فنون                 | زمین‌شناسی          | ۱۵ | اصول آتشفشان‌شناسی                           | علی درویش‌زاده       | —                         | —              | تهران | دانشگاه تهران                             | ۱۳۶۰ه‍.ش  | ۱           | ۳۴۲         | و           |
| علوم و فنون                 | زیست‌شناسی          | ۱۶ | فیزیولوژی گیاهی ۲، تمایز در گیاهان          | حسن ابراهیم‌زاده     | —                         | —              | تهران | دانشگاه تهران                             | ۱۳۶۱ه‍.ش  | ۱           | ۶۰۰         | ?           |
| علوم و فنون                 | زیست‌شناسی          | ۱۷ | گیاه‌شناسی (جلد دوم)                         | کارل لوئیس ویلسون   | فریدون ملک‌زاده فاطمه مقدم | —              | ?     | ?                                         | ۱۳۵۸ه‍.ش  | ۱           | ۸۱۳         | ر           |
| علوم و فنون                 | زیست‌شناسی          | ۱۷ | گیاه‌شناسی (جلد دوم)                         | والتر ارل لومیس     | فریدون ملک‌زاده فاطمه مقدم | —              | ?     | ?                                         | ۱۳۵۸ه‍.ش  | ۱           | ۸۱۳         | ر           |
| علوم و فنون                 | زیست‌شناسی          | ۱۷ | گیاه‌شناسی (جلد دوم)                         | تیلور استیوس        | فریدون ملک‌زاده فاطمه مقدم | —              | ?     | ?                                         | ۱۳۵۸ه‍.ش  | ۱           | ۸۱۳         | ر           |
| علوم و فنون                 | فیزیک              | ۱۸ | فیزیک عمومی مکانیک (جلد اول)                | مارچلو آلو نسو      | لطیف کاشیگر               | —              | تهران | مرکز نشر دانشگاهی                         | ۱۳۶۱ه‍.ش  | ۱           | ۶۱۰         | ?           |
| علوم و فنون                 | فیزیک              | ۱۸ | فیزیک عمومی مکانیک (جلد اول)                | ادوارد جی. مین      | لطیف کاشیگر               | —              | تهران | مرکز نشر دانشگاهی                         | ۱۳۶۱ه‍.ش  | ۱           | ۶۱۰         | ?           |
| هنر و ادب کودکان و نوجوانان | کودک               | ۱۹ | نگهبان چشمه                                 | زین‌العابدین الحسینی | مصطفی رحماندوست           | —              | تهران | کانون پرورش فکری کودکان و نوجوانان        | ?       | ۱           | ۲۶          | خ           |
| هنر و ادب کودکان و نوجوانان | کودک               | ۲۰ | تشنهٔ دیدار                                  | رضا رهگذر           | —                         | —              | تهران | کانون پرورش فکری کودکان و نوجوانان        | ۱۳۶۱ه‍.ش  | ۱           | ۲۴          | خ           |
| هنر و ادب کودکان و نوجوانان | نوجوان             | ۲۱ | جایزه                                       | رضا رهگذر           | —                         | —              | تهران | کانون پرورش فکری کودکان و نوجوانان        | ۱۳۶۱ه‍.ش  | ۱           | ۴۰          | ق           |
| هنر و ادب کودکان و نوجوانان | نوجوان             | ۲۲ | ساداکو و هزار درنای کاغذی                   | الینور کوئر         | مریم پیشگاه               | —              | تهران | کانون پرورش فکری کودکان و نوجوانان        | ۱۳۵۹ه‍.ش  | ۱           | ۶۰          | ق           |

## بخش جنبی
راهنمای فهرست: (      ? = نامعین       ن/م = نداشتن مورد       و = وزیری       ر = رحلی       ق = رقعی       خ = خشتی)
| بخش      | شاخه     | ر | عنوان اثر                                               | نویسنده(ها)                            | مترجم(ها) | مصحح(ها) | ناشر  | ناشر                       | سال نشر | مشخصات کتاب | مشخصات کتاب | مشخصات کتاب |
| بخش      | شاخه     | ر | عنوان اثر                                               | نویسنده(ها)                            | مترجم(ها) | مصحح(ها) | مکان  | انتشارات                   | سال نشر | ج           | ص           | ط           |
| -------- | -------- | - | ------------------------------------------------------- | -------------------------------------- | --------- | -------- | ----- | -------------------------- | ------- | ----------- | ----------- | ----------- |
| بخش جنبی | بخش جنبی | ۱ | تحلیلی بر جنگ تحمیلی رژیم عراق علیه جمهوری اسلامی ایران | دفتر وزارت امور خارجه                  | ?         | ?        | تهران | وزارت امور خارجه           | ۱۳۶۱ه‍.ش  | ۱           | ۱۸۰         | و           |
| بخش جنبی | بخش جنبی | ۲ | تولدی دیگر در اسارت                                     | امور فرهنگی وزارت فرهنگ و ارشاد اسلامی | ?         | ?        | تهران | وزارت فرهنگ و ارشاد اسلامی | ۱۳۶۲ه‍.ش  | ۱           | ۳۵۲         | و           |
| بخش جنبی | بخش جنبی | ۳ | تلاشی در تصویر فرهنگ جبهه (آلبوم)                       | ستاد تبلیغات جنگ                       | ?         | ?        | تهران | ستاد تبلیغات جنگ           | ۱۳۶۲ه‍.ش  | ۱           | ۱۶۰         | ?           |
| بخش جنبی | بخش جنبی | ۴ | جلوه‌های ایثار (آلبوم)                                   | دفتر مرکزی جهاد سازندگی                | ?         | ?        | تهران | دفتر مرکزی جهاد سازندگی    | ۱۳۶۲ه‍.ش  | ۱           | ۱۷۶         | ?           |